# Friedrich Rückert

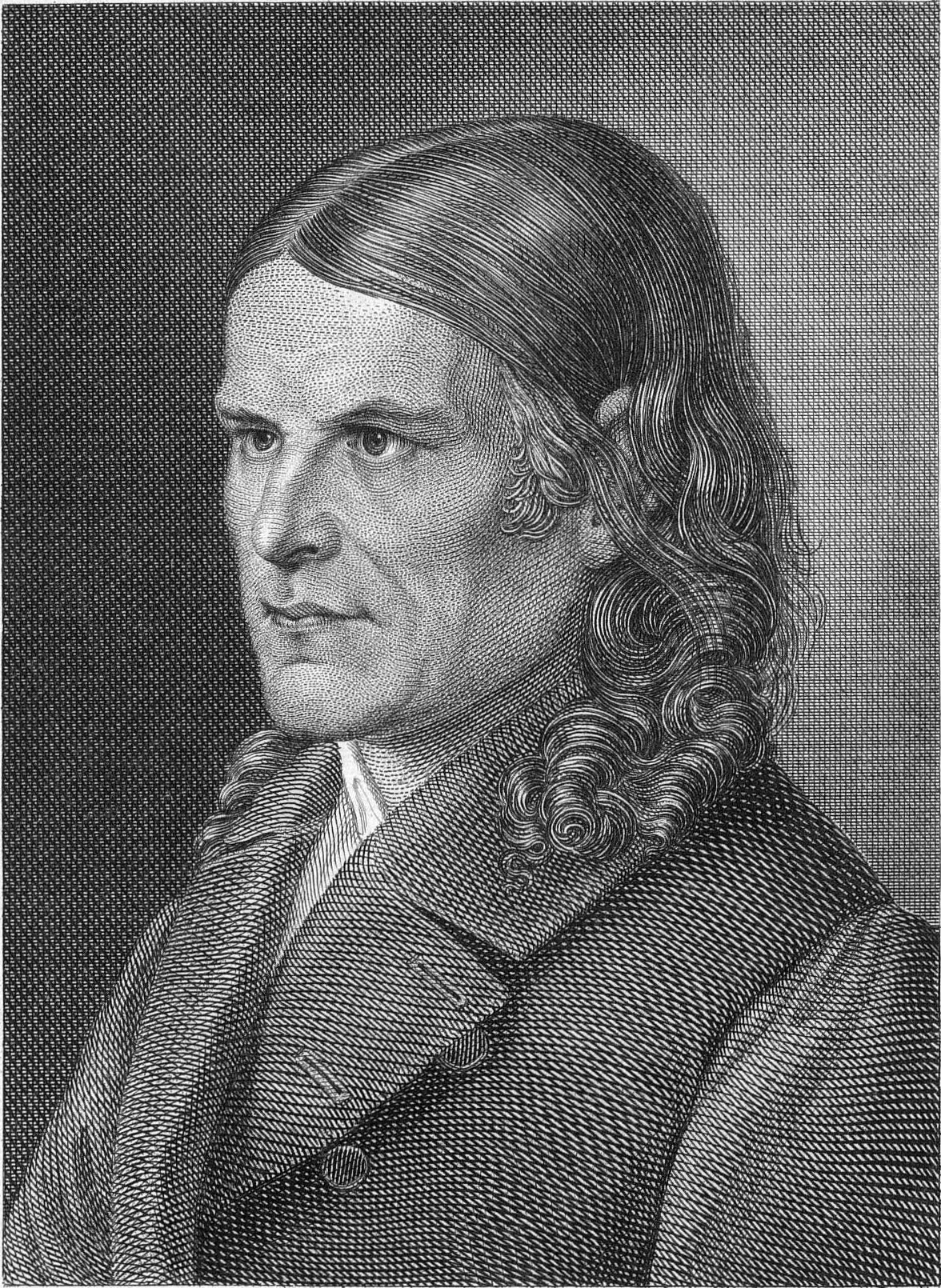
Friedrich Rückert, gravyr av Carl Barth efter en skiss från 1843.

Friedrich Rückert, född 16 maj 1788 i Schweinfurt, död 31 januari 1866 i Neuses utanför Coburg, var en tysk diktare, översättare och orientalist. Han var far till historikern och germanisten Heinrich Rückert.

## Biografi
Rückerts far, Johann Adam Rückert (född 3 januari 1763 i Schwarzbach Hildburghausen i Thüringen, död 30 december i Schweinfurt) var jurist som 1792 flyttade till Oberlauringen i Unterfranken i Bayern.
Intrycken från den tidiga ungdomen där har Rückert skildrat i diktcykeln Erinnerungen aus den Kinderjahren eines Dorfamtmannssohns (En bykanslistsons minnen), framställda i poetiska och humoristiska bilder, utgiven 1829. Sin första utbildning fick han i latinskolan i Schweinfurt och studerade sedan, från 1805, juridik vid Julius-Maximilians-Universität Würzburg, men ändrade inriktning från 1809 till filologi och estetik.
Efter en kort anställning som docent i Jena 1811 och en därpå följande tjänst som gymnasielärare, avgick Rückert från tjänsten och slog sig ner i sitt barndomshem och ägnade sig åt diktning. Han var också privatlärare i Würzburg. Rückert blev först populär med sina Geharnischten Sonetten (Sonetter i harnesk) i Deutsche Gedichte, under pseudonymen Freimund Reimar. Dessa var patriotiska dikter i opposition mot Napoleons ockupationsstyrkor och kunde publicerad först efter Napoleonkrigens slut 1814.
1815 for Rückert, uppmanad av kultusministern Karl August von Wangenheim till Stuttgart där han övertog ledningen av redaktionen för den poetiska avdelningen i Johann Friedrich Cottas Morgenblatts für gebildete Stände samt publicerade Kranz der Zeit (1817) och Napoleon, eine politische Komödie in zwei Stücken (1816-1818).
Hösten 1817 for Rückert till Italien där han tillbringade större delen av tiden med de tyska konstnärer som uppehöll sig i Rom. Han for sedan till Wien och studerade persiska för Joseph von Hammer-Purgstall 1818-1819 varefter han återvände hem. I Italien lärde han känna den svenska skalden Atterbom och tecknaren och kopparstickaren Carl Barth. Det tyska talesättet "Mein lieber Freund und Kupferstecher" ("Min käre vän och kopparstickare") är ett Rückertcitat.
Mellan 1820 och 1826 levde Rückert omväxlande i Ebern och i Coburg. Hans stora språkbegåvning och flitiga studium av orientaliska språk hade gjort att han behärskade såväl arabiska, persiska som turkiska. Han ägnade sig nu bland annat åt att översätta delar av Koranen, liksom al-Hamasa av Abu Tammam (död 845). Från 1826 var han lärare i orientaliska språk vid universitetet i Erlangen.
Han gifte sig 1821 med den kvinna han diktat om i Liebesfrühling, Luise Wiethaus-Fischer, med vilken han fick tio barn. Hans Kindertotenlieder (Sånger över döda barn), en grupp dikter, beskriver sorgen över två av barnen som dog unga under vintern 1833–1834. Kindertotenlieder är främst bekanta genom en tonsättning av Gustav Mahler.
Kung Fredrik Vilhelm IV av Preussen kallade honom till en professur vid universitetet i Berlin 1841. Där bodde han med regelbundna avbrott, eftersom han aldrig kände sig riktigt hemmastadd. Från 1848 valde han att bo i Neuses utanför Coburg. I det närbelägna Goldberg hade han också en tillflyktsort.
Årtiondena före och efter utnämningen i Berlin var Rückert lika produktiv. Då till kom Haus- und Jahreslieder och det mångåriga projektet Hamasa publicerades 1846.
Det mest genomarbetade av hans verk är Die Weisheit des Brahmanen, publicerad i sex band från 1836 till 1839. Dessa och Liebesfrühling en cykel av kärlekssånger är de mest välkända i Rückerts produktion.
Mellan 1843 och 1845 gav han ut dramerna Saul und David (1843), Herodes der Große (1844), Kaiser Heinrich IV (1845) och Christofero Colombo (1845), vilka alla har starkt bidragit till hans ställning inom den tyska litteraturen. Vid tiden för kriget mot Danmark 1864 skrev han Ein Dutzend Kampflieder für Schleswig-Holstein (Ett dussin kampsånger för Schleswig-Holstein) som trots att de publicerades anonymt gjorde starkt intryck på publiken.
Efter hans död hittades många dikter och översättningar bland hans efterlämnade papper och många av dessa publicerades. Rückert hade en glänsande inlevelseförmåga vilket gjorde att hans översättningar av orientaliska texter var kongeniala och han har sällan överträffats i metrisk och rytmisk elegans. Det finns knappt någon poetisk form som inte finns representerad i hans produktion och alla behärskade han med samma självklarhet.
Rückert dog i Neuses där hans grav finns på kyrkogården. I hans hus i Neuses (idag en stadsdel i Coburg) finns ett museum över hans liv och gärning.

## Tonsättningar
Rückert har varit en ständig inspirationskälla för många kompositörer. Över 120 sånger finns till Rückerttexter. Mest bekanta är Gustav Mahlers tonsättningar av Kindertotenlieder och sångerna Fünf Rückertlieder. Även tonsättare som Franz Schubert, Robert Schumann, Clara Schumann, Johannes Brahms, Carl Loewe, Hugo Wolf, Alban Berg, Béla Bartók, Paul Hindemith, Heinrich Kaspar Schmid, Richard Strauss, med flera, har alla använt sig flitigt av Rückerttexter.
Bland senare tonsättningar märks Anne Clarkes musik till bland annat Ich bin der Welt abhanden gekommen på hennes album The law is an Anagram of Wealth (1993). Samma text med Mahlers musik finns också arrangerad för 16-stämmig kör av Clytus Gottwald.

## Verk
- Geharnischte Sonette [under pseudonymen Freimund Reimar].
- Kranz der Zeit, Stuttgart 1817.
- Napoleon, eine politische Komödie in zwei Stücken, Stuttgart 1816-1818.
- Die Verwandlungen des Ebu Seid von Serûg oder die Makâmen des Hariri, i fri tolkning.
  - Del 1. Stuttgart und Tübingen: Johann Friedrich Cotta 1826.
  - 2. vervollständigte Auflage, 2 band, Stuttgart und Tübingen: Johann Friedrich Cotta 1837.
- Rostem und Suhrab. Eine Heldengeschichte in 12 Büchern, Erlangen: Theodor Bläsing 1838.
- Hamâsa oder die ältesten arabischen Volkslieder, samlade av Abu Temmâm, översatta av Friedrich Rückert, 2 band, 1846.
- Der Koran, i översättning av Friedrich Rückert, utgiven av Hartmut Bobzin, med kommentarer av Wolfdietrich Fischer, Würzburg: Ergon 2000.
- Friedrich Rückert: Firdosi's Königsbuch  (Schahname) Sage I-XIII. Aus dem Nachlaß herausgegeben von E. A. Bayer. 1890. Nachdruck: epubli GmbH, Berlin, 2010 ISBN 978-3-86931-356-6
- Friedrich Rückert: Firdosi's Königsbuch (Schahname) Sage XX-XXVI. Aus dem Nachlaß herausgegeben von E. A. Bayer. Nachdruck der Erstausgabe. epubli Berlin, 2010, ISBN 978-3-86931-555-3. (Details)

## Bildgalleri

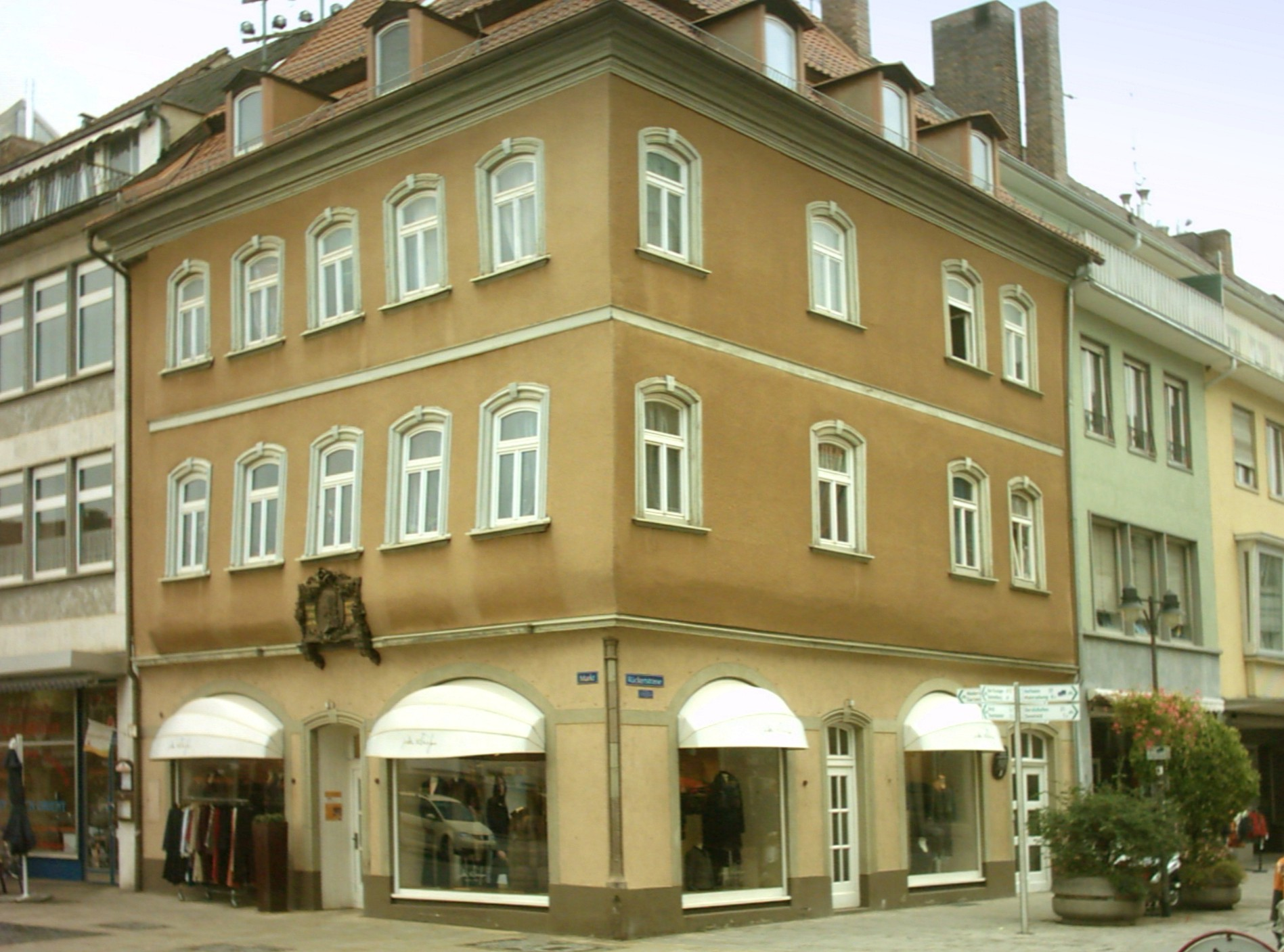
Friedrich Rückerts födelsehus i Schweinfurt.
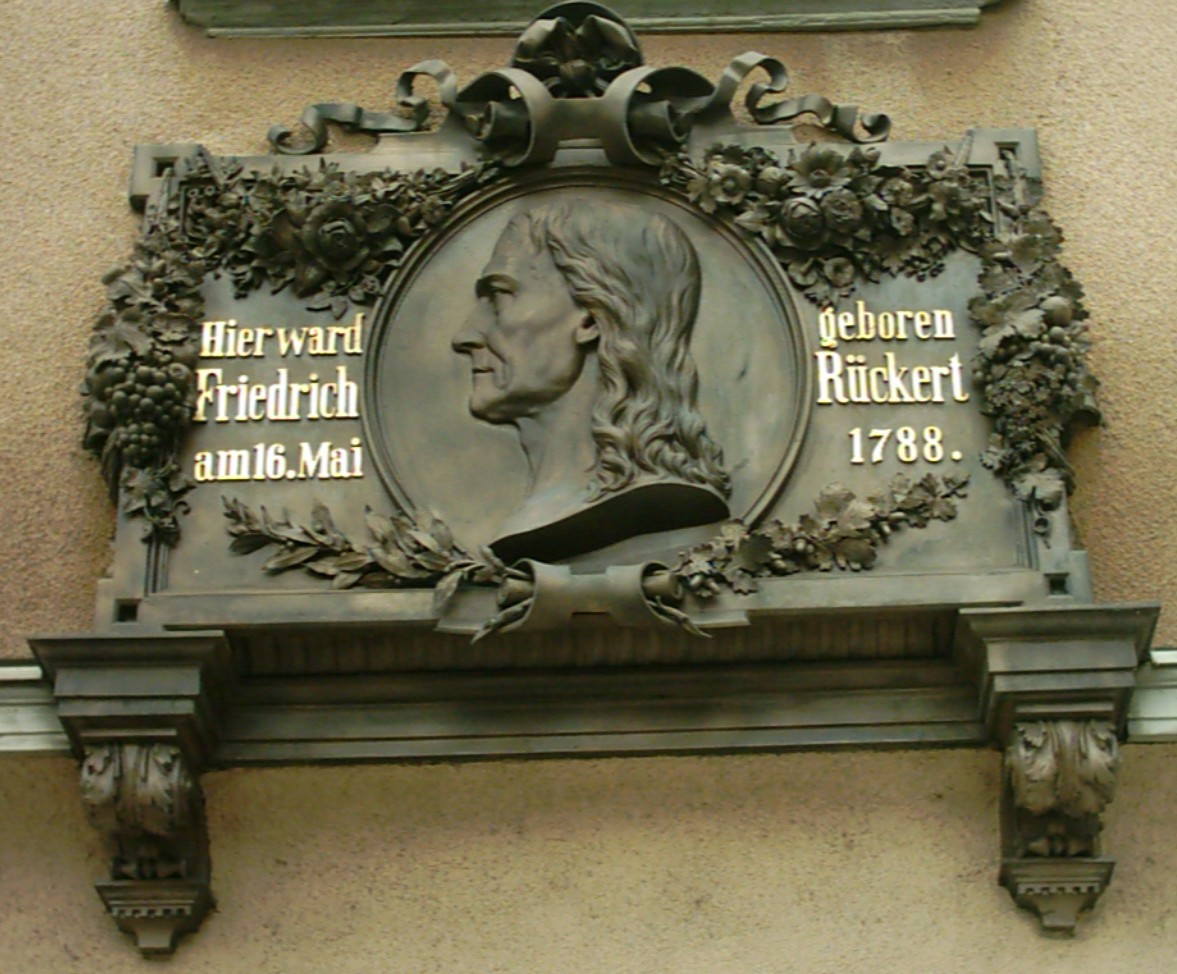
Tavla på Friedrich Rückerts födelsehus.
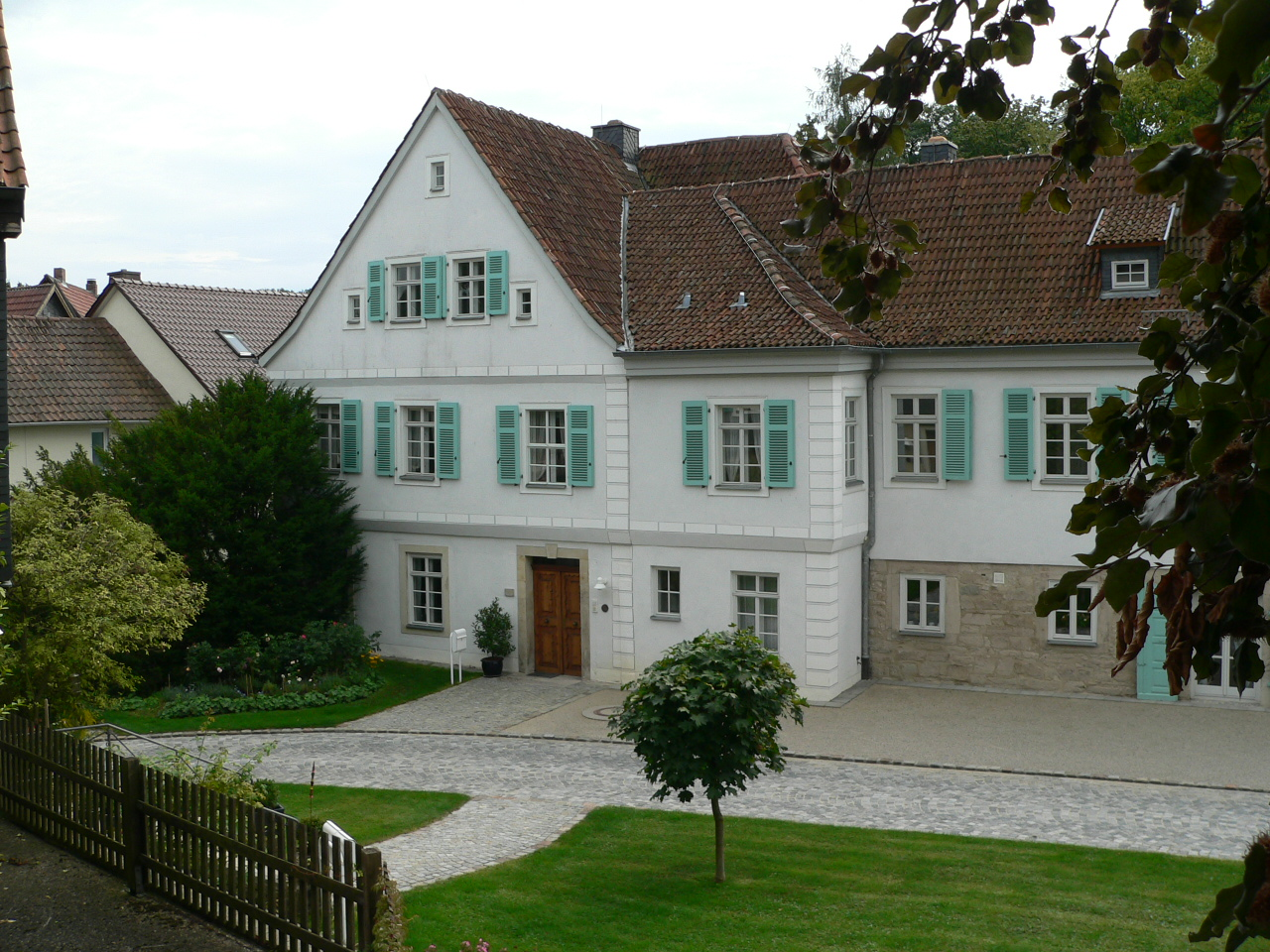
Rückerts egendom i Neuses, idag museum.
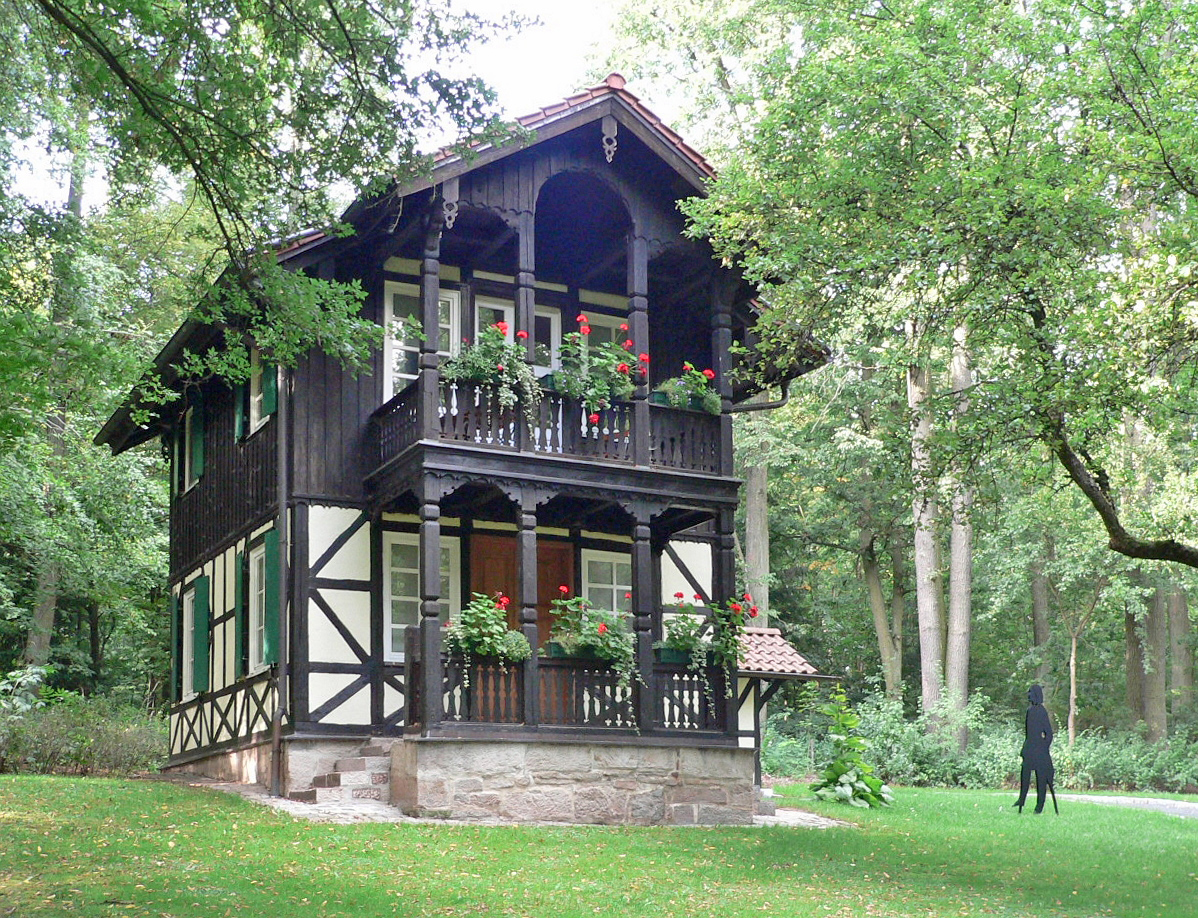
Das Goldberghaus, Rückerts arbetsplats i Neuses.
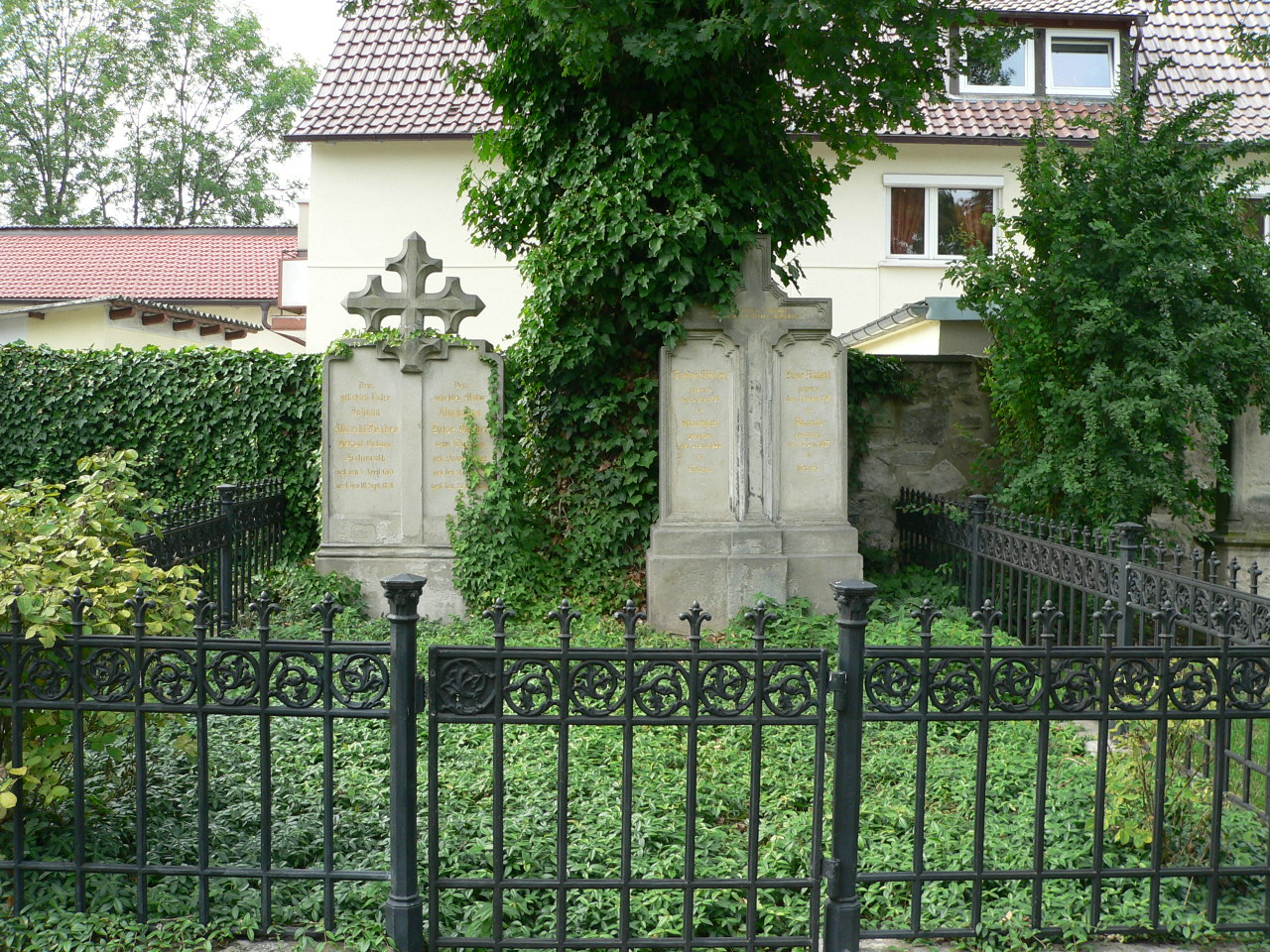
Friedrich Rückerts gravplats i Neuses.
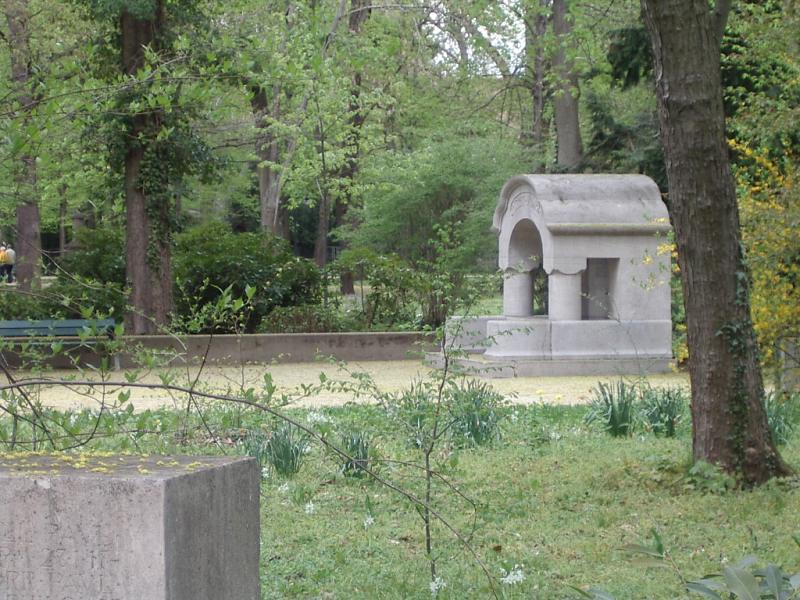
Rückertbrunnen från 1904 i Erlangens slottsträdgård.
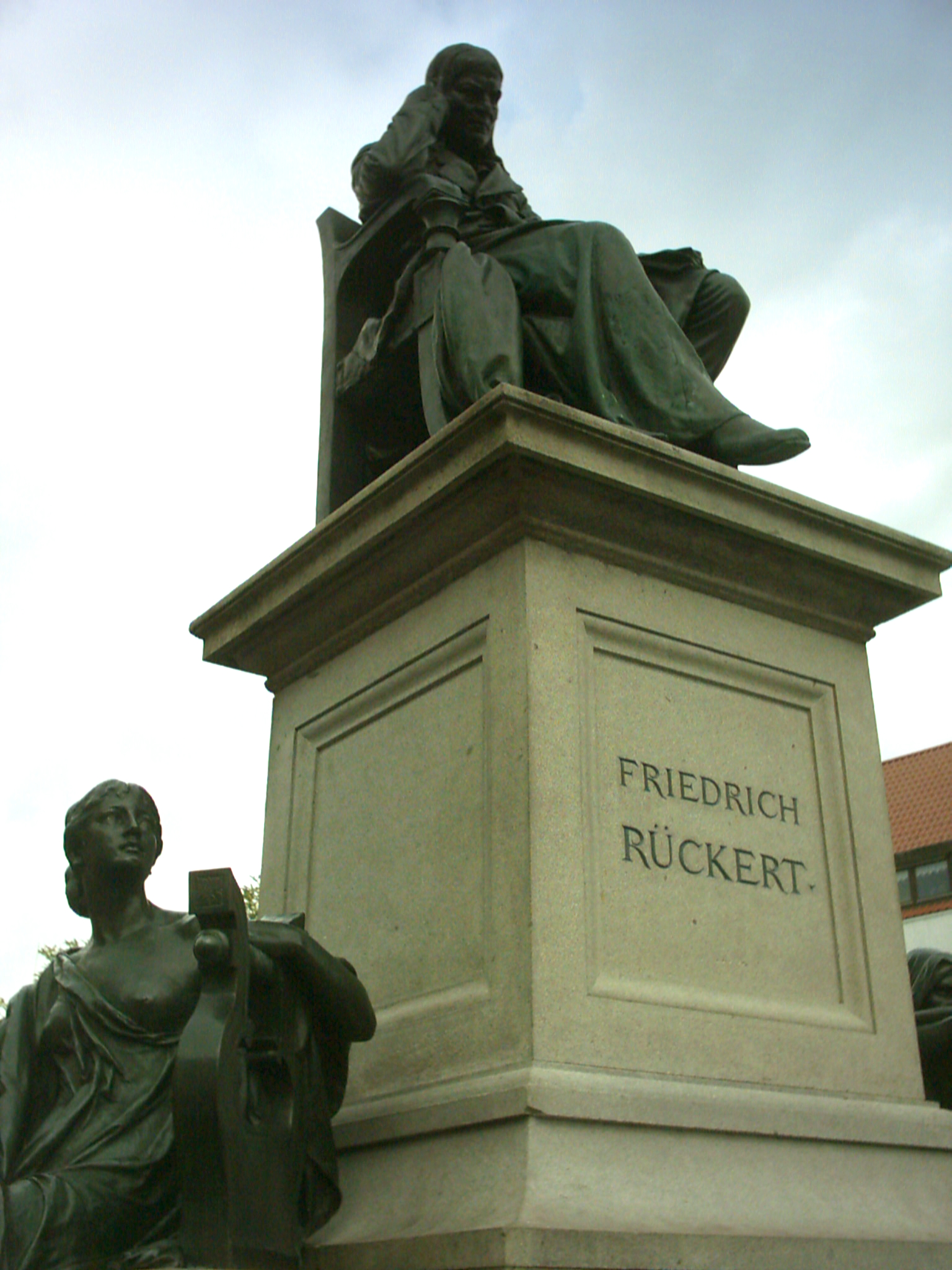
Rückertmonumentet (Rückertdenkmal) i Schweinfurt.
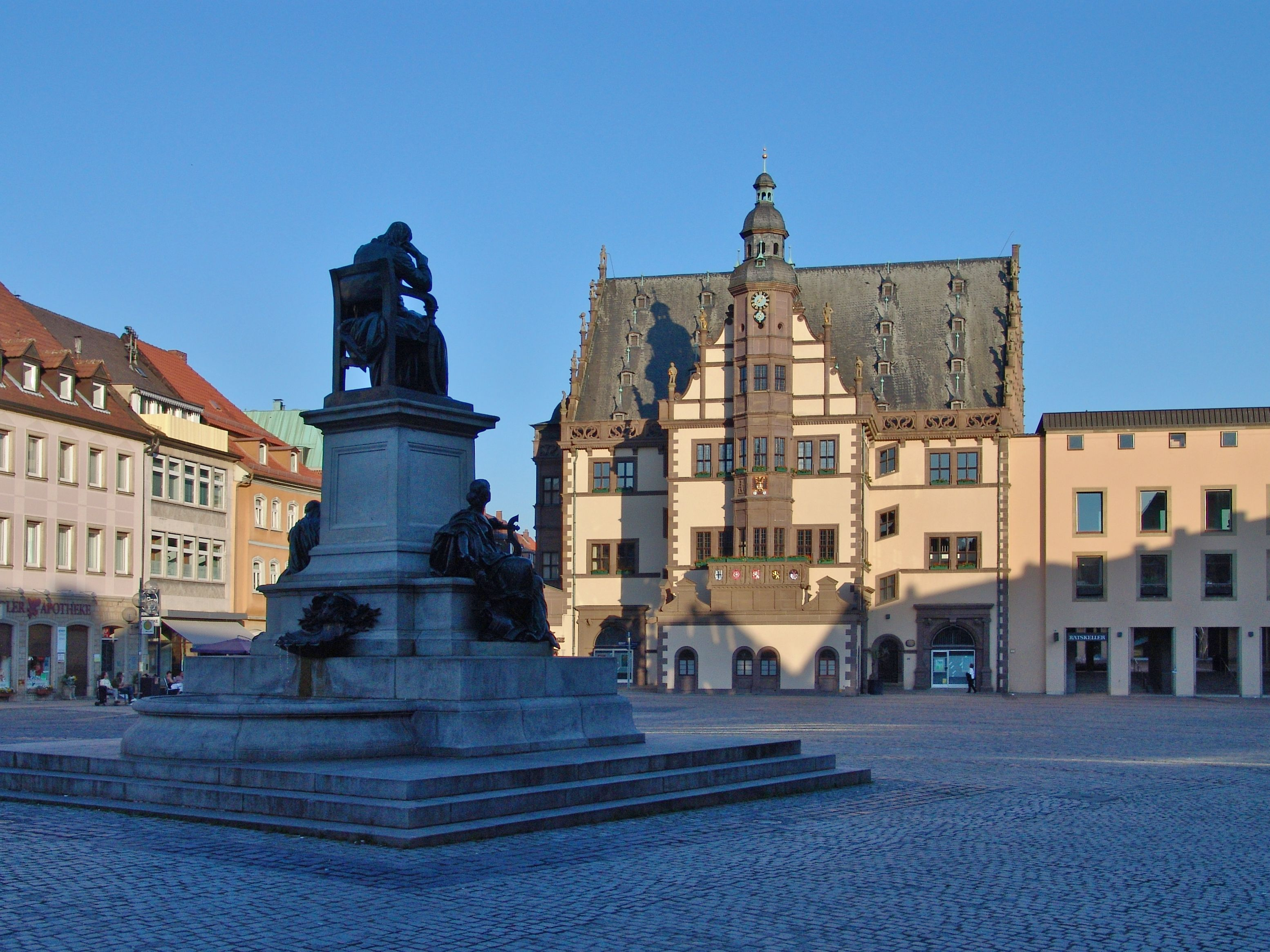
Torget Marktplatz i Schweinfurt med Rückertmonumentet.